# Cratere Mamajan
Mamajan  è un cratere sulla superficie di Venere.